# Base militaire d'entraînement de Putlos
 (octobre 2011).
Si vous disposez d'ouvrages ou d'articles de référence ou si vous connaissez des sites web de qualité traitant du thème abordé ici, merci de compléter l'article en donnant les références utiles à sa vérifiabilité et en les liant à la section « Notes et références ».
La base militaire d'entraînement de Putlos est une base d'entraînement de la Bundeswehr localisée à 3 km au nord de Oldenburg in Holstein dans l'arrondissement du Holstein-de-l'Est, dans le Land de Schleswig-Holstein en Allemagne.

## Disposition
Elle s'étend sur 1 250 ha, est bordée au nord-ouest par la mer Baltique et se prolonge par une zone de tir sur mer d'environ 48 600 ha.

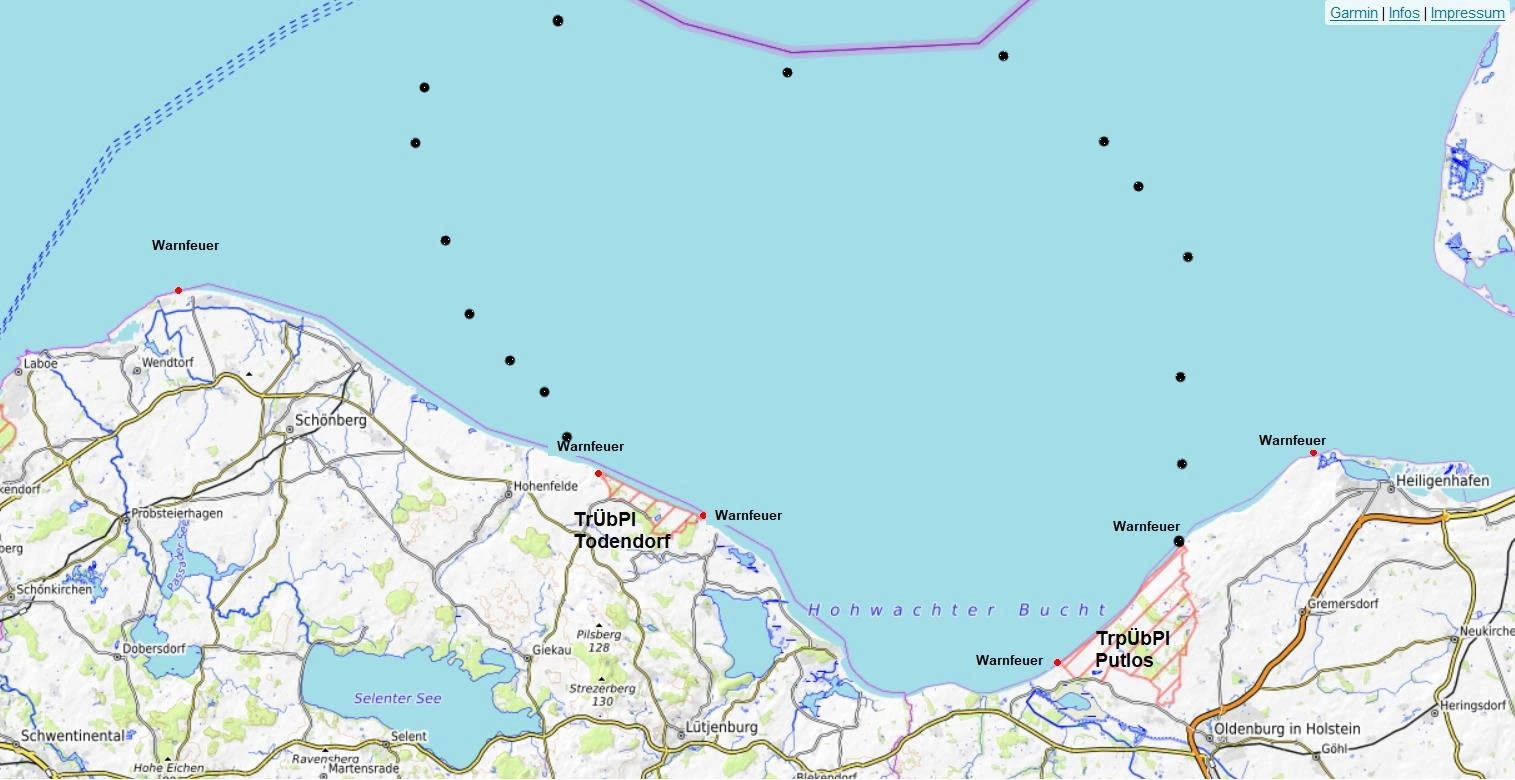
Carte de localisation de la base et de la zone de tir.